# Saint-Romain-la-Motte
Saint-Romain-la-Motte település Franciaországban, Loire megyében. Lakosainak száma 1423 fő (2022. január 1.). Saint-Romain-la-Motte Noailly, Mably, Pouilly-les-Nonains, Renaison, Riorges, Saint-Germain-Lespinasse, Saint-Haon-le-Vieux és Saint-Léger-sur-Roanne községekkel határos.

## Népesség
A település népessége az elmúlt években az alábbi módon változott:
| Lakosok száma | 842  | 1081 | 1352 | 1499 | 1478 | 1457 | 1434 | 1417 | 1419 | 1423 |
|               | 1968 | 1982 | 1990 | 2006 | 2013 | 2015 | 2017 | 2019 | 2020 | 2022 |